# První gramatické pojednání
První gramatické pojednání (islandsky Fyrsta málfræðiritgerðin) je anonymní středověký islandský spis, obsahující rozbor hláskového systému staroseverštiny.
Dílo bylo sepsáno kolem roku 1150 neznámým islandským autorem, do současnosti se dochoval pouze pozdější opis jeho textu na sedmi stranách tzv. Wormského kodexu z poloviny 14. století. Pojednání je samo napsáno ve staré severštině, jedná se tak o jediný útvar podobného obsahu vytvořený ve středověkých germánských jazycích.